# 王后的喜芭蕾
《王后的喜芭蕾》又译为《王后喜剧芭蕾》，被称为“第一部真正的芭蕾”，1581年由诗歌音乐学院推出，首演于巴黎“小波旁宫”正厅。

## 起源
這部芭蕾是為了慶祝當時法國路易斯王后的妹妹——瑪格麗特蒙與乔尤斯公爵的婚禮。《王后的喜芭蕾》是當時婚宴十七大慶典之一，其它慶典包括武術表演、馬術芭蕾、煙火等。称之为喜剧是為了表明當時芭蕾已經和戲劇（當時稱喜劇）結合在了一起。演出包含了詩歌吟唱、音樂和舞蹈等。那時挑高的舞台還沒有出現，《王后的喜芭蕾》的演員們是夾雜在觀眾中演出的。國王、王后等坐在大廳一端，大廳另一端是女妖宮殿的布景，大廳中間是樹叢、噴泉和流水等布景和道具。來觀看的都是當時的“顯要名流”，他們三面環坐在樓廊裡。華麗的場面免不了招來數以千計的群眾蜂擁圍堵，爭相目睹慶典盛况。

## 概況
表演在晚上十点开始，这在当时并不特别，持续了近六个小时，直至夜深久矣方休。《王后的喜芭蕾》讲述了一则寓言，女妖瑟西被强有力的古罗马女神弥涅耳瓦和天神朱庇特击败。在经历了诸多的动荡不安后，芭蕾的出现深得民心，《王后的喜芭蕾》一方面歌颂了法国统治者的威严，另一方面也反映了当时法兰西的国力，有着鲜明的政治思想内涵。虽然这部芭蕾并不是我们今天意义上的芭蕾舞剧，但是因为它已经具有了一些戏剧结构和人物形象，又有印制的带插图说明书，因此被史学家们称之为“第一部真正的芭蕾”。

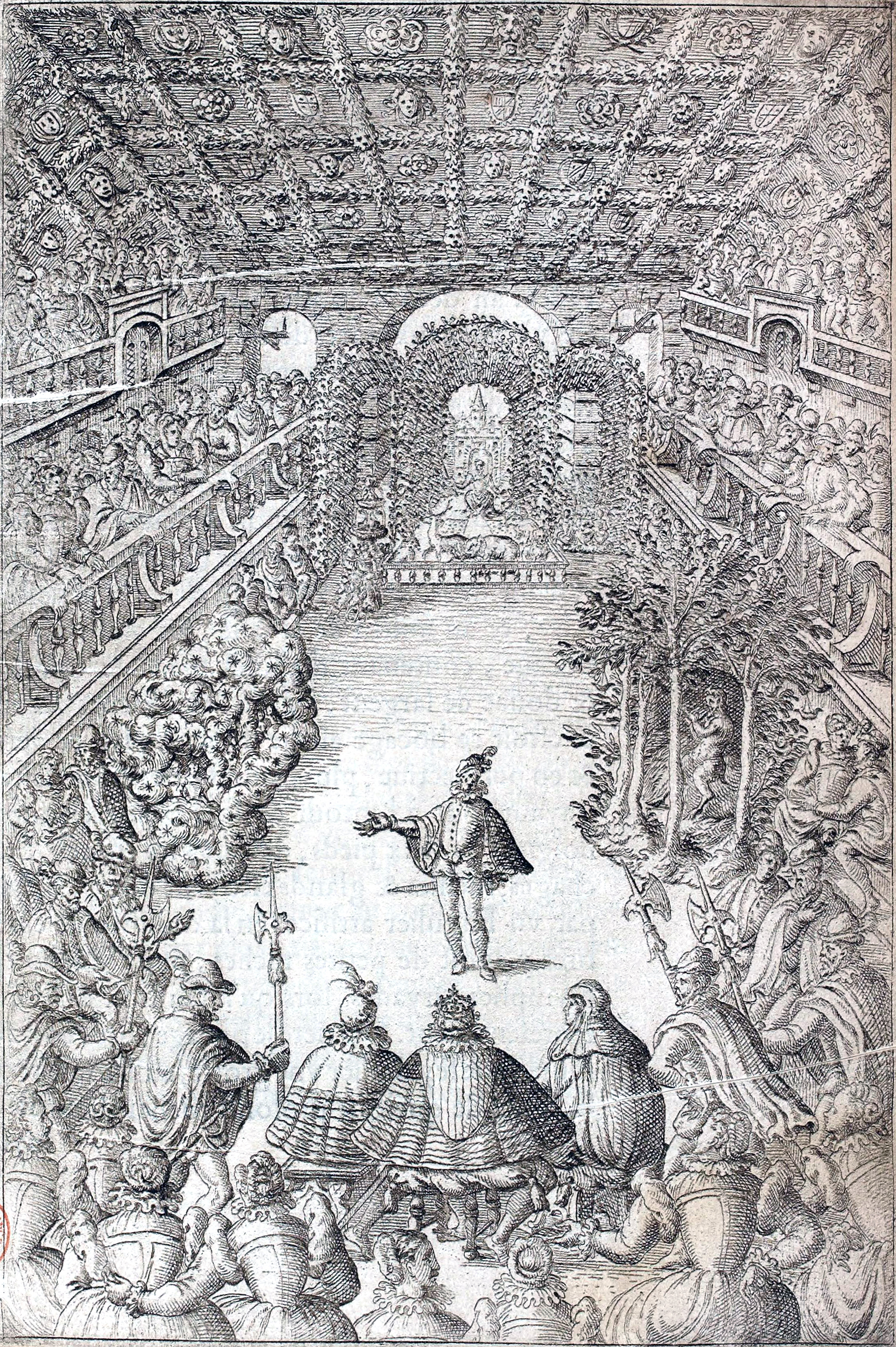
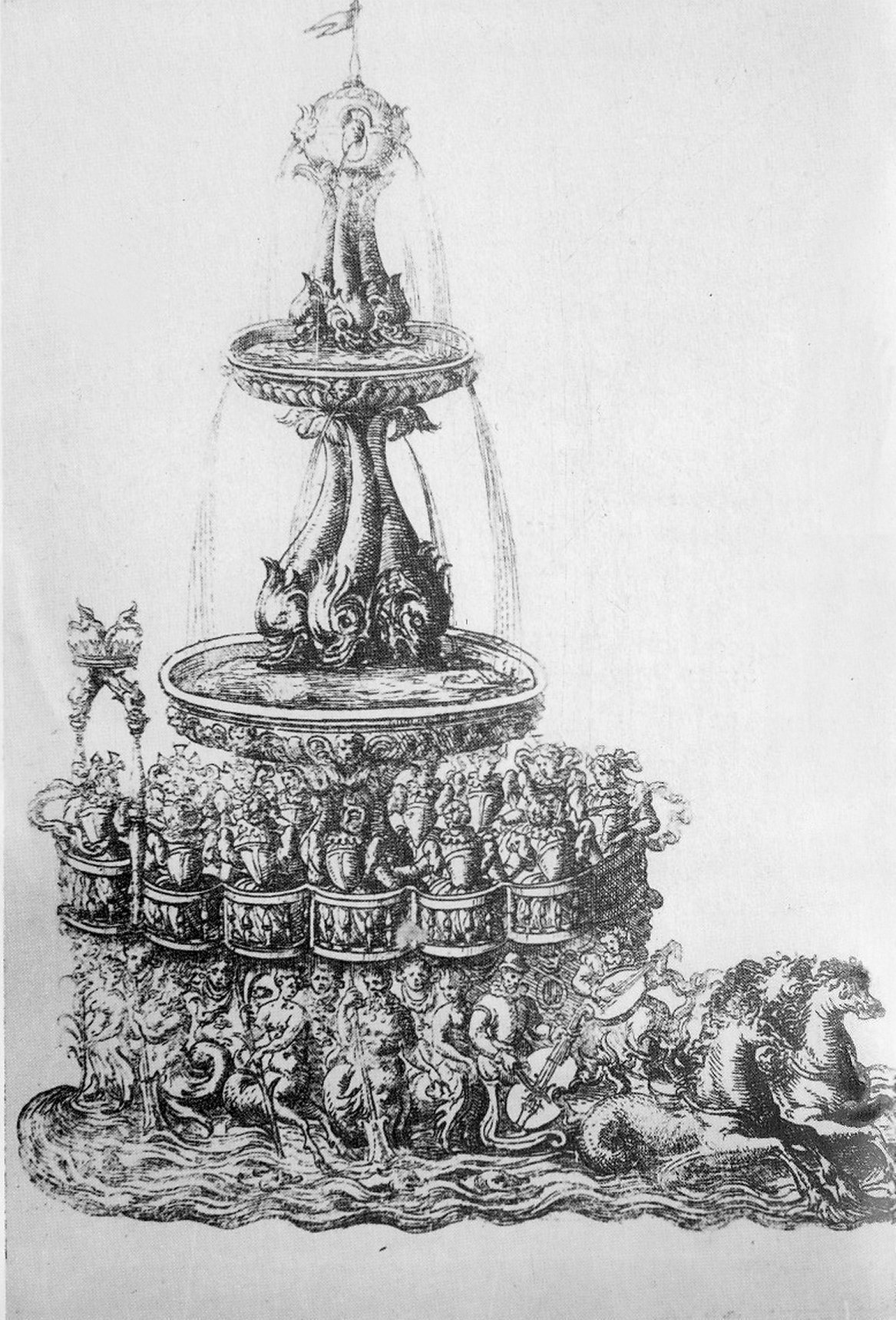

## 「孤挺花」
第一支芭蕾舞曲的最後九小節標題為（意為「鈴聲響起，瑟西走出花園」），其中出現的一段旋律，成為十九世紀作曲家亨利·吉斯改編作品的基礎。不過，吉斯誤將該旋律歸為法王路易十三所作的樂曲。1968年，這段旋律在NHK的節目中配上日文歌詞，以《孤挺花》（Amaryllis）之名在日本推出，自此廣為流傳，並被視為法國民謠的一部分。至今，這段旋律仍可作為整點報時音樂，透過日本部分學校及鄉間地區的廣播系統播放。
也許正因這段旋律在日本深入人心，它成為象印電子鍋完成烹煮時播放的提示音樂。